# سنت-پلانتر
سنت-پلانتر (به فرانسوی: Saint-Plantaire) یک کمون در فرانسه است که در اندر واقع شده‌است. سنت-پلانتر ۳۴٫۰۷ کیلومتر مربع مساحت و ۵۴۹ نفر جمعیت دارد و ۳۲۰ متر بالاتر از سطح دریا واقع شده‌است.